# جون جينينغز (سياسي)
جون جينينغز (بالإنجليزية: John Jennings)‏ هو محامي وقاضي وسياسي أمريكي، ولد في 6 يونيو 1880 في جاكسبورو في الولايات المتحدة، وتوفي في 27 فبراير 1956 في نوكسفيل في الولايات المتحدة. حزبياً، نشط في الحزب الجمهوري.

## مناصب
- انتخب قاضي (1918 – 1923).
- انتخب مساعد المدعي العام للولايات المتحدة [الإنجليزية]‏ (1918 – 1919).
- انتخب مندوب [الإنجليزية]‏ (1912 – ).
- انتخب محامي (1911 – 1918).
- انتخب State Superintendent of Public Instruction [الإنجليزية]‏ (1903 – 1904).
- انتخب عضو مجلس النواب الأمريكي.